# Boursay
Boursay é uma comuna francesa na região administrativa do Centro, no departamento Loir-et-Cher. Estende-se por uma área de 21,11 km². Em 2010 a comuna tinha 178 habitantes (densidade: 8,4 hab./km²).